# Эдикт Каракаллы
Эдикт Каракаллы или «Антонинов указ» (лат. Constitutio Antoniniana — «Конституция Антонина») — указ римского императора Каракаллы 212 г., предоставлявший римское гражданство всему свободному населению империи. Преследовал в первую очередь фискальные цели, а именно охватить всех подданных налоговой системой и увеличить базу для комплектования армии, поскольку в легионах имели право служить только полноправные римские граждане.
До 212 г. полное римское гражданство имели только жители Италии, однако ряд городов и поселений в прочих провинциях имели права римского гражданства. Прочие рассматривались как латинские граждане или перегрины. Мотивы, побудившие императора издать этот указ, остаются неясными, попытки связать их с заговором Геты неубедительны.
Из современников об указе упоминает только Дион Кассий, порицая императора. Текст указа сохранился в грекоязычных папирусах, и реконструируется следующим образом:

Император Цезарь Марк Аврелий Север Антонин Август говорит: (теперь же…) следует отсрочить всякие жалобы, устные и письменные, чтобы я поблагодарил бессмертных богов, что они этой победой… меня сохранили невредимым. Я полагаю, что я лучшим и наиболее благочестивым образом удовлетворю величие богов, если я всех чужестранцев, когда бы они не вошли в круг моих подданных, приобщу к почитанию наших богов. Итак, я дарую всем чужестранцам во всей вселенной римское право гражданства, за исключением тех, кто происходит от сдавшихся. При этом я сохраняю все государственно-правовые различия существующих общин.— История Древнего Рима: Хрестоматия. Дата обращения: 20 декабря 2009. Архивировано из оригинала 14 июня 2009 года.
В интерпретации этого текста затруднение вызывает термин «сдавшиеся» (лат. dediticii). Мнения современных историков по этому вопросу разделились. По мнению одних, все коренные жители римских провинций были в правовом отношении дедитициями, поэтому эдикт Каракаллы их практически не касался. Другие полагали, что этот термин приложим лишь к жителям тех территорий, где римляне не позволяли создавать городские советы самоуправления. Эти районы управлялись непосредственно римской администрацией и не представляли общественного целого в правовом смысле. Там, где римляне разрешили создание городских советов самоуправления, народ назывался не дедитициями, а «перегринами», то есть чужестранцами, и в соответствии с эдиктом Каракаллы имел права на римское гражданство. Третьи считали, что императорский эдикт предоставлял римское гражданство всем обитателям империи. Дедитициями, скорее всего, могли быть варвары, обитающие в пограничных областях, иностранцы, пребывающие в пределах Империи временно, а также те из вольноотпущенников, чье освобождение представлялось не совсем ясным с правовой точки зрения.
В эту же категорию входили обитатели территорий, где было мало полисов (например, Палестина или римский Египет, где полисы утратили самоуправление), поэтому, по сути дела, в положении обитателей провинций почти ничего не изменилось. Это же является причиной, по которой современники не придали указу большого значения.
Некоторая часть ученых, занимающихся проблематикой III века и кризиса этого периода в Риме, считают эдикт Каракаллы его первоначальной причиной. Они утверждают, что эдикт Каракаллы оказался очень спорным и он привел к созданию нескольких точек политической бифуркации, а следовательно — расшатыванию политической системы. Скорее всего этот эдикт и стоял у истоков падения политической системы под названием Римская империя.